# Paganicons
Paganicons — дебютный мини-альбом американской пост-хардкор-группы Saccharine Trust, изданный 10 декабря 1981 года лейблом SST Records.

## Предыстория
Свой первый концерт Saccharine Trust дали летом 1980 года вместе с другим панк-рок коллективом Minutemen. По воспоминаниям Джо Байзы, их к этому подтолкнул Майк Уотт, один из участников группы Minutemen. Затем Black Flag предложили Saccharine Trust выступить на шоу, которое они организовали в старом кинотеатре в Сан-Педро. Позже Грег Гинн и Чак Дуковски сделали участникам Saccharine Trust предложение заключить контракт с их лейблом SST Records.
Saccharine Trust впервые записывались в студии. Это был сборник Майка Уотта Cracks in the Sidewalk. В записи принимали участие несколько групп из Сан-Педро, и Майк хотел, чтобы Saccharine Trust тоже приняли участие в этом. Saccharine Trust отправились вместе с Гленом Локеттом в студию, расположенную на Хермоса-Бич, в которой также бывали Black Flag, и записали там несколько песен. Сам сборник был издан в 1980 году, а за ним последовал дебютный мини-альбом Saccharine Trust Paganicons, который был издан в 1981.

## Запись альбома
Джо Байза рассказывал в одном из своих интервью:

Цель была в том, чтобы поэкспериментировать с другой рок-группой, под влиянием Minutemen, но пробуя по-своему […] Я подошёл к музыке как к концептуальному арт-проекту для себя. Я сказал: «Хорошо, я буду в группе», вместо того, чтобы следовать подходу настоящего музыканта. Я никогда не был в группе до этого момента. У меня был очень ограниченный опыт игры на гитаре. Я подошёл к этому без всяких оснований — не было групп, которые оказали на меня индивидуальное влияние. Всё началось с того, что я просто издавал звуки на гитаре. Джек бы время от времени пытался играть базовые панковские аккордовые последовательности, а мне бы не хотелось делать это, поэтому у нас был бы бас, играющий аккордовые последовательности и тогда я бы что-то делал с этим. Всё начиналось именно так и мы всё ещё пытались понять, куда нас занесёт этот первый альбом.
Оригинальный текст (англ.)The objective was to try to experiment with a different kind of rock music, influenced by the Minutemen but trying it our way [...] I approached music as a conceptual art project for myself. I said, «OK, I'm gonna be in a band,» rather than taking the approach of a real musician. I was never in a band before that. I had very limited experience playing the guitar. I approached it without any foundation—there were no groups I could say I was individually influenced by. It started with just making sounds with the guitar. Jack would occasionally try to play basic punk chord progressions and I wouldn't want to do that, so we'd have the bass play the chord progression and then I would do something around that. It evolved that way, and that first album we were still trying to figure out where it was gonna go.

## Издание альбома и отзывы критиков
Курт Кобейн, лидер гранж-группы Nirvana, занёс Paganicons в свой список 50 любимых альбомов, поместив его на девятое место в своём дневнике. Критик из Allmusic Джон Дуган был менее восторженным, осудив показушность Брюера. Тем не менее, он написал, что «здесь есть признаки интересной группы, особенно в абразивной гитарной игре Джо Байзы».

## Список композиций
Слова и музыка всех песен — написаны Джо Байзой и Джеком Брюером.
| №  | Название          | Длительность |
| -- | ----------------- | ------------ |
| 1. | «I Have...»       | 1:56         |
| 2. | «Community Lie»   | 1:25         |
| 3. | «Effort to Waste» | 2:26         |
| 4. | «Mad at the Co.»  | 0:36         |
| 5. | «I Am Right»      | 2:21         |

| №  | Название                | Длительность |
| -- | ----------------------- | ------------ |
| 1. | «We Don't Need Freedom» | 1:26         |
| 2. | «Success and Failure»   | 1:28         |
| 3. | «A Human Certainty»     | 5:10         |

## Участники записи
| Saccharine Trust - Джо Байза — гитара - Джек Брюер — вокал - Роб Хольцман — ударные - Earl Liberty — бас-гитара | Дополнительный персонал - Джаспер Джексон — фотография - Рэймонд Петтибон — иллюстрирование - Saccharine Trust — продюсирование - Spot — продюсирование, инжиниринг - Майк Уотт — продюсирование |